# SBS 인기가요
《SBS 인기가요》(SBS 人氣歌謠)는 SBS TV에서 매주 일요일 오후 3시 10분에 방송 중인 대중 음악 프로그램이다.

## 역사
- 다음 가수의 무대를 소개하는 구호는 "MUSIC START!"이다.
- 방송 시작 시 MC멘트(변천사)는 아래와 같다.

| 역대 MC                                                                     | 진행기간                           | MC 멘트                                                                                    |
| --------------------------------------------------------------------------- | ---------------------------------- | ------------------------------------------------------------------------------------------ |
| 안재모, 김민희                                                              | ~ 2010년 7월 11일                  | ( )월 ( )째주 생방송 SBS 인기가요!                                                         |
| 정용화 (씨엔블루), 설리 (F(x)), 조권 (2AM)                                  | 2010년 7월 18일 ~ 2011년 3월 13일  | 당신의, 뮤직 에너지! 생방송 SBS 인기가요!                                                  |
| 황광희, 이유비, 수호 (EXO), 백현 (EXO)                                      | 2014년 2월 2일 ~ 11월 9일          | 여러분의, 뮤직 비타민! 생방송 SBS 인기가요!                                                |
| 황광희, 김유정, 수호 (EXO), 백현 (EXO)                                      | 2014년 11월 16일 ~ 12월 14일       | ( )월 ( )째주 생방송 SBS 인기가요!                                                         |
| 황광희, 김유정, 홍종현                                                      | 2014년 12월 28일 ~ 2015년 4월 5일  | ( )월 ( )째주 생방송 SBS 인기가요!                                                         |
| 김유정, 잭슨 (GOT7), 홍종현                                                 | 2015년 5월 17일 ~ 8월 30일         | ( )월 ( )째주 생방송 SBS 인기가요!                                                         |
| 김유정, 잭슨 (GOT7), 육성재 (BTOB)                                          | 2015년 9월 13일 ~ 2016년 4월 3일   | ( )월 ( )째주 생방송 SBS 인기가요!                                                         |
| 잭슨 (GOT7), 육성재 (BTOB)                                                  | 2016년 4월 10일 ~ 5월 29일         | ( )월 ( )째주 생방송 SBS 인기가요!                                                         |
| 스페셜 MC                                                                   | 2016년 6월 5일 ~ 6월 26일          | ( )월 ( )째주 생방송 SBS 인기가요!                                                         |
| 공승연, 김민석, 정연 (트와이스)                                             | 2016년 7월 3일 ~ 2017년 1월 22일   | 생방송 SBS 인기가요! 오늘도 잘하자!                                                        |
| 진영 (GOT7), 지수 (블랙핑크), 도영 (NCT)                                    | 2017년 2월 5일 ~ 2018년 2월 4일    | 생방송 SBS 인기가요! 진. 지. 도! 우리랑 함께가요!                                          |
| 민규 (세븐틴), 정채연 (다이아), 송강                                        | 2018년 2월 18일 ~ 10월 28일        | 멋진가요!(민규) 예쁜가요!(정채연) 핫한가요!(송강 → 민규 or 스페셜 MC) 생방송 SBS 인기가요! |
| 민규 (세븐틴), 정채연 (다이아), 스페셜 MC or 민규 (세븐틴), 정채연 (다이아) | 2018년 11월 11일 ~ 2019년 2월 3일  | 멋진가요!(민규) 예쁜가요!(정채연) 핫한가요!(송강 → 민규 or 스페셜 MC) 생방송 SBS 인기가요! |
| 민규 (세븐틴), 신은수                                                       | 2019년 2월 17일 ~ 6월 16일         | 지금 가장 핫한가요! 보고싶은가요! 생방송 SBS 인기가요!                                     |
| 민규 (세븐틴), 신은수, 강민 (베리베리), 임지민 (저스트비)                   | 2019년 6월 23일 ~ 10월 6일         | 지금 가장 핫한가요! 보고싶은가요! 생방송 SBS 인기가요!                                     |
| 민혁 (몬스타엑스), 재현 (NCT), 이나은 (에이프릴)                            | 2019년 10월 20일 ~ 2021년 2월 28일 | 일요일엔 어디가요? 인기가요! 생방송 SBS 인기가요!                                          |
| 지훈, 성찬, 안유진 (IVE)                                                    | 2021년 3월 7일 ~ 2022년 3월 27일   | 일요일엔 어디가요? 인기가요! 생방송 SBS 인기가요!                                          |
| 서범준, 연준 (투모로우바이투게더), 노정의                                   | 2022년 4월 3일 ~ 2023년 4월 2일    | ( )월 ( )째주 생방송 SBS 인기가요!                                                         |
| 형원 (몬스타엑스), 김지은                                                   | 2023년 4월 9일 ~ 7월 16일          | ( )월 ( )째주 생방송 SBS 인기가요!                                                         |
| 연준 (투모로우바이투게더), 박지후, 운학(BOYNEXTDOOR)                        | 2023년 7월 23일 ~ 2024년 4월 14일  | ( )월 ( )째주 생방송 SBS 인기가요!                                                         |
| 한유진 (ZEROBASEONE), 이서 (IVE), 문성현                                    | 2024년 4월 28일 ~ 현재             | ( )월 ( )째주 생방송 SBS 인기가요!                                                         |

### 1990년대(1기)
SBS TV 개국 이후, 수도권 지역을 대상으로 《SBS 인기가요》가 첫 방송을 시작하였다. 이는 SBS의 대표 음악 순위 프로그램으로 기획되었으며, 주로 당시 유행하던 대중가요를 소개하고 순위를 집계하여 방송하는 형식을 취했다. 그러나 이 시기의 방송은 전국 단위가 아닌 수도권 지역 한정으로 이루어졌다.
초창기에는 〈오픈카메라 나도스타〉 코너가 마련되어, "텔레비전에 내가 나왔으면 정말 좋겠네, 정말 좋겠네 춤추고 노래하는 예쁜 내 얼굴"라는 노래와 함께 서울 명동 일대에서 촬영된 일반인 참가자들이 가수나 연예인처럼 무대에 설 수 있는 특별한 기회를 얻었다. 이는 당시에는 드물었던 참여형 공개 오디션 형식으로 구성되어 대중의 이목을 집중시켰으며, SBS가 시청자 참여 중심의 방송 형식을 선도하려는 시도로 평가받는다.
1993년 하반기 프로그램 개편에 따라 《SBS 인기가요》가 종영된 이후, 그 뒤를 이어 《스타 서울 스타》가 방송되었다.

### 1990년대(2기)
《생방송 TV 가요 20》의 종영 이후, 1998년 2월 1일 《SBS 인기가요》가 부활하며 다시 방송을 시작하였다. 이번 부활판은 과거처럼 수도권 지역에만 국한된 방송이 아닌, 7개 지역민방 네트워크 개국을 통해 전국 동시 방송 체제에 돌입하면서, 이를 통해 본격적인 지상파 3사 음악 프로그램 간 경쟁에 참여하게 되었다. SBS도 자체적인 인기 순위 시스템과 스타 출연진 중심의 무대 구성을 통해 새로운 인기가요 문화를 형성하려는 시도를 본격화하였다.

### 2000년대
2001년 12월 GTB(현 G1방송)가 개국함에 따라 강원도 권역 방송이 시작되었다. 2002년 2월 3일부터 고화질 텔레비전(HDTV) 방송이 본격적으로 시행되었으며, 같은 해 4월 28일부터는 야외 촬영을 제외한 전 방송 프로그램이 HDTV로 송출되기 시작하였다. 같은 해 6월에는 JIBS가 개국하여 제주도 권역에서도 방송 시청이 가능해졌으며, 이로써 명실상부한 전국 방송 체제가 완비되었다. 2003년 2월 9일에는 순위제를 기반으로 한 프로그램 《Take 7》이 도입되었다. 2007년 6월 24일부터 방송 방식이 녹화로 전환되었으나, 같은 해 10월 21일에는 다시 생방송 체제로 복귀하였다. 2008년 11월 2일에는 시청률 하락을 이유로 방송 시간이 기존 오후 3시 20분에서 오후 4시 10분으로 약 50분 가량 늦춰졌다.

### 2010년대
- 2010년 10월 17일 : 음원사이트 '멜론(Melon)' 가상광고를 시행했다.[1]
- 2012년 7월 15일 : 뮤티즌송 제도 폐지.
- 2012년 8월 26일 : 로고가 변경되었다.
- 2013년 3월 17일 : 인기가요 차트 시행.
- 2015년 9월 20일 : 로고가 변경되었다.
- 2016년 6월 : 기존 MC의 하차로 한 달 간 스페셜 MC 체제로 운영되었다.
- 2016년 7월 : MC응원 이벤트를 진행했다.
- 2016년 7월 ~ 12월 : 매달 스페셜 스테이지를 진행했다. (7월: UDF(Ultra Dance Festival) / 8월: VOICE OF INKIGAYO / 9월: INKIGAYO UNPLUGGED / 11~12월: 음원프로젝트- INKIGAYO MUSIC CRUSH)
- 2016년 10월 : 가을 개편 이후, 방송 시간이 낮 12시 10분으로 앞당겨지고 로고가 변경되었다.(10월 2일)
- 2016년 10월 9일 : 방송 문자투표에서 ARS투표를 추가하여 집계했다.
- 2016년 12월 18일 : 음원사이트 '멜론 (Melon)' 가상광고를 종료했다. (무대 시작 시 하단 자막이 인기가요 / 인기가요 차트 디자인으로 변경)
- 2017년 2월 12일 : 음원사이트 '멜론 (Melon)' 가상광고를 다시 시행했다. (무대 시작 시 하단 자막이 멜론 디자인으로 변경)
- 2018년 4월 1일 : 로고가 변경되었다. ※ 무대 종료 후 오른쪽 아래에 표시되는 곡 소개 틀의 색깔(역사)은 다음과 같다.

| 색상   | 사용기간                                                                                       |
| ------ | ---------------------------------------------------------------------------------------------- |
| 분홍색 | 2018년 4월 1일 ~ 6월 10일, 2018년 10월 7일 ~ 2019년 7월 7일, 2019년 9월 29일 ~ 2022년 3월 27일 |
| 파란색 | 2018년 6월 17일 ~ 9월 30일, 2019년 7월 14일 ~ 9월 22일, 2022년 4월 3일 ~ 현재                  |

- 2018년 9월 9일 : 가을 개편 이후, 방송 시간이 오후 3시 40분으로 환원되었다.
- 2018년 10월 21일 : UHD TV 송출 개시.
- 2019년 1월 6일 : 신년 개편 이후, 방송 시간이 오후 3시 20분으로 20분 당겨졌다.
- 2019년 4월 28일 : 1000회를 맞이하였다. 별도의 특별 순서는 없이 평소 방송분과 동일하게 진행되었다.
- 2019년 10월 20일 : 가수들의 무대 시, 좌측 하단에 나오는 가사 자막 폰트(글꼴)가 변경되었다.

### 2020년대
- 2020년 2월 2일 ~ 2022년 5월 8일 : 코로나19 범유행 여파로 관객 없이 사전녹화와 생방송을 진행하였다.
- 2021년 1월 24일 : 1위 선정을 위한 실시간 앱 투표가 도입되었다.
- 2021년 7월 4일 : 1100회를 맞이하였다. 기본적인 흐름은 평소 방송분과 동일하게 진행되었으나, 중간에 MC 스페셜 무대(곡목 : '냉면')가 있었다.
- 2022년 3월 27일 : 최고의 퍼포먼스 스타에게 자유 투표하는 '핫스테이지 투표'가 도입되었다.
- 2023년 11월 5일 : 음원사이트 '멜론 (Melon)' 가상광고를 종료했다. (무대 시작 시 하단 자막이 인기가요 / 인기가요 차트 디자인으로 변경)
- 2024년 1월 7일 : 하단 가사 자막에 파트별 담당 가수 이름을 [대괄호] 표시와 함께 표기하는 시스템이 도입되었다.

## MC

### 공식 MC
| 대수 | 남진행자                    | 여진행자                       | 남진행자              | 방송 기간                           |
| ---- | --------------------------- | ------------------------------ | --------------------- | ----------------------------------- |
| 1대  | 故 서세원                   | 빈칸                           | 빈칸                  | 1991년 12월 15일 ~ 1992년 12월 29일 |
| 2대  | 배철수                      | 빈칸                           | 빈칸                  | 1993년 1월 7일 ~ 1993년 4월 29일    |
| 3대  | 배철수                      | 김희선                         | 빈칸                  | 1993년 5월 2일 ~ 1993년 10월 17일   |
| 4대  | 김승현                      | 빈칸                           | 빈칸                  | 1998년 2월 1일 ~ 1998년 2월 22일    |
| 5대  | 김승현                      | 전지현                         | 빈칸                  | 1998년 3월 1일 ~ 1998년 5월 24일    |
| 6대  | 이동건                      | 김규리                         | 빈칸                  | 1998년 6월 28일 ~ 1998년 11월 29일  |
| 7대  | 김진                        | 김소연                         | 빈칸                  | 1998년 12월 6일 ~ 2000년 4월 16일   |
| 8대  | 안재모                      | 김민희                         | 빈칸                  | 2000년 4월 23일 ~ 2000년 12월 24일  |
| 9대  | 안재모                      | 손태영                         | 빈칸                  | 2001년 1월 7일 ~ 2001년 3월 11일    |
| 10대 | 송창환                      | 소유진                         | 빈칸                  | 2001년 3월 18일 ~ 2001년 7월 29일   |
| 11대 | 이종수                      | 소유진                         | 빈칸                  | 2001년 8월 5일 ~ 2001년 12월 23일   |
| 12대 | 김재원                      | 김정화                         | 빈칸                  | 2002년 1월 20일 ~ 2002년 8월 18일   |
| 13대 | 김정훈                      | 김정화                         | 빈칸                  | 2002년 8월 25일 ~ 2003년 1월 26일   |
| 14대 | 강타 (H.O.T.)               | 유민                           | 빈칸                  | 2003년 2월 9일 ~ 2003년 8월 31일    |
| 15대 | 김동완 (신화)               | 박한별                         | 빈칸                  | 2003년 9월 7일 ~ 2004년 10월 17일   |
| 16대 | 김동완 (신화)               | 한예슬                         | 빈칸                  | 2004년 10월 31일 ~ 2005년 6월 5일   |
| 17대 | 앤디 (신화)                 | 박혜원                         | 빈칸                  | 2005년 6월 12일 ~ 2005년 10월 23일  |
| 18대 | 앤디 (신화)                 | 한효주                         | 빈칸                  | 2005년 11월 27일 ~ 2006년 3월 19일  |
| 19대 | 앤디 (신화)                 | 구혜선                         | 빈칸                  | 2006년 4월 23일 ~ 2007년 2월 4일    |
| 20대 | 김희철 (슈퍼주니어)         | 빈칸                           | 장근석                | 2007년 2월 25일 ~ 2007년 10월 7일   |
| 21대 | 김희철                      | 송지효                         | 빈칸                  | 2007년 11월 11일 ~ 2008년 5월 4일   |
| 22대 | 은지원 (젝스키스)           | 허이재                         | 빈칸                  | 2008년 5월 11일 ~ 2008년 11월 30일  |
| 23대 | 이특 (슈퍼주니어)           | 빈칸                           | 빈칸                  | 2008년 12월 7일 ~ 2009년 1월 11일   |
| 24대 | 이홍기 (FT아일랜드)         | 유설아                         | 은지원 (젝스키스)     | 2009년 1월 18일 ~ 2009년 7월 19일   |
| 25대 | 택연&우영(2PM)              | 하연주                         | 빈칸                  | 2009년 7월 26일 ~ 2010년 1월 24일   |
| 26대 | 택연&우영(2PM)              | [故] 설리 (에프엑스)           | 빈칸                  | 2010년 2월 7일 ~ 2010년 7월 11일    |
| 27대 | 조권 (2AM)                  | [故] 설리 (에프엑스)           | 정용화 (씨엔블루)     | 2010년 7월 18일 ~ 2011년 3월 13일   |
| 28대 | 이기광 (하이라이트)         | 아이유                         | 빈칸                  | 2011년 3월 20일 ~ 2011년 11월 13일  |
| 29대 | 빈칸                        | 아이유,故 구하라 & 니콜 (카라) | 빈칸                  | 2011년 11월 20일 ~ 2012년 5월 27일  |
| 30대 | 이종석                      | 故 구하라 & 니콜 (카라)        | 빈칸                  | 2012년 6월 3일 ~ 2012년 8월 19일    |
| 31대 | 이종석                      | 아이유                         | 빈칸                  | 2012년 8월 26일 ~ 2012년 12월 2일   |
| 32대 | 황광희                      | 빈칸                           | 이현우                | 2012년 12월 16일 ~ 2013년 7월 28일  |
| 33대 | 황광희                      | 방민아 (걸스데이)              | 빈칸                  | 2013년 8월 4일 ~ 2014년 1월 26일    |
| 34대 | 황광희                      | 이유비                         | 빈칸                  | 2014년 2월 2일 ~ 2014년 2월 9일     |
| 35대 | 황광희                      | 이유비                         | 수호 & 백현 (EXO)     | 2014년 2월 16일 ~ 2014년 11월 9일   |
| 36대 | 황광희                      | 김유정                         | 수호 & 백현 (EXO)     | 2014년 11월 16일 ~ 2014년 12월 14일 |
| 37대 | 황광희                      | 김유정                         | 홍종현                | 2014년 12월 28일 ~ 2015년 4월 5일   |
| 38대 | 빈칸                        | 김유정                         | 홍종현                | 2015년 4월 12일 ~ 2015년 5월 10일   |
| 39대 | 잭슨 (GOT7)                 | 김유정                         | 홍종현                | 2015년 5월 17일 ~ 2015년 8월 30일   |
| 40대 | 잭슨 (GOT7)                 | 김유정                         | 육성재 (비투비)       | 2015년 9월 13일 ~ 2016년 4월 3일    |
| 41대 | 잭슨 (GOT7)                 | 빈칸                           | 육성재 (비투비)       | 2016년 4월 10일 ~ 2016년 5월 29일   |
| 42대 | 김민석                      | 정연 (트와이스),공승연         | 빈칸                  | 2016년 7월 3일 ~ 2017년 1월 22일    |
| 43대 | 진영 (GOT7)                 | 지수 (블랙핑크)                | 도영 (NCT)            | 2017년 2월 5일 ~ 2018년 2월 4일     |
| 44대 | 민규 (세븐틴)               | 정채연                         | 송강                  | 2018년 2월 18일 ~ 2018년 10월 28일  |
| 45대 | 민규 (세븐틴)               | 정채연                         | 빈칸                  | 2018년 11월 11일 ~ 2019년 2월 3일   |
| 46대 | 민규 (세븐틴)               | 신은수                         | 빈칸                  | 2019년 2월 17일 ~ 2019년 10월 6일   |
| 47대 | 민혁 (몬스타엑스)           | 이나은 (에이프릴)              | 재현 (NCT)            | 2019년 10월 20일 ~ 2021년 2월 28일  |
| 48대 | 지훈 (트레저)               | 안유진 (아이브)                | 재현 (NCT)            | 2021년 3월 7일 ~ 2022년 3월 27일    |
| 49대 | 연준 (투모로우바이투게더)   | 노정의                         | 서범준                | 2022년 4월 3일 ~ 2023년 4월 2일     |
| 50대 | 형원 (몬스타엑스)           | 김지은                         | 빈칸                  | 2023년 4월 9일 ~ 2023년 7월 16일    |
| 51대 | 최연준 (투모로우바이투게더) | 박지후                         | 운학 (BOYNEXTDOOR)    | 2023년 7월 23일 ~ 2024년 4월 14일   |
| 52대 | 문성현                      | 이서 (아이브)                  | 한유진 (제로베이스원) | 2024년 4월 28일 ~ 현재              |

인턴 MC
| 진행자                             | 방송 기간                         |
| ---------------------------------- | --------------------------------- |
| 강민 (베리베리), 임지민 (저스트비) | 2019년 6월 23일 ~ 2019년 10월 6일 |

### 스페셜 MC
| 진행자                                                                                     | 방송 일자                                          | 방송 회차              |
| ------------------------------------------------------------------------------------------ | -------------------------------------------------- | ---------------------- |
| 이지훈, 김현주                                                                             | 1998년 6월 7일                                     | 18                     |
| 임창정, 김현주                                                                             | 1998년 6월 14일                                    | 19                     |
| 김민종, 김현주                                                                             | 1998년 6월 21일                                    | 20                     |
| 최제우, 송혜교                                                                             | 1998년 8월 2일                                     | 26                     |
| 이동건, 박지윤                                                                             | 1998년 9월 13일                                    | 32                     |
| 김진, 박지윤                                                                               | 2000년 3월 19일                                    | 103                    |
| god, 소유진                                                                                | 2002년 1월 6일                                     | 190                    |
| 홍경민, 소유진                                                                             | 2002년 1월 13일                                    | 191                    |
| 비, 박한별                                                                                 | 2004년 1월 4일                                     | 285                    |
| 김정훈, 박한별                                                                             | 2004년 10월 17일                                   | 323                    |
| 토니 안 (H.O.T.), 한예슬                                                                   | 2005년 1월 23일                                    | 335                    |
| 이민우, 김동완 (신화)                                                                      | 2005년 2월 6일                                     | 337                    |
| 이민우 (신화), 박혜원                                                                      | 2005년 7월 3일                                     | 357                    |
| 앤디 (신화), 전혜빈                                                                        | 2005년 11월 6일                                    | 372                    |
| 이민우 (신화), 한효주                                                                      | 2005년 11월 20일                                   | 373                    |
| 김동완, 앤디 (신화)                                                                        | 2006년 1월 8일                                     | 378                    |
| 앤디 (신화), 아이비                                                                        | 2006년 1월 15일                                    | 379                    |
| 앤디 (신화), 박수진                                                                        | 2006년 4월 2일 - 2006년 4월 9일                    | 388~389                |
| 김희철 (슈퍼주니어 ), 시원 (슈퍼주니어)                                                    | 2006년 4월 16일                                    | 390                    |
| 김희철 (슈퍼주니어), 구혜선                                                                | 2006년 5월 14일 ~ 2006년 5월 21일, 2006년 6월 25일 | 394~395, 399           |
| 시원 (슈퍼주니어), 구혜선                                                                  | 2006년 8월 20일                                    | 407                    |
| 박정민 (SS501), 구혜선                                                                     | 2006년 8월 27일, 2006년 9월 10일, 2006년 9월 24일  | 408, 410, 412          |
| 김희철 (슈퍼주니어), 강인                                                                  | 2007년 2월 11일                                    | 428                    |
| 채연, 장근석                                                                               | 2007년 4월 22일                                    | 435                    |
| 김희철 (슈퍼주니어), 아이비                                                                | 2007년 6월 17일                                    | 442                    |
| 김희철 (슈퍼주니어), 이승기                                                                | 2007년 10월 21일 ~ 2007년 10월 28일                | 458~459                |
| 앤디 (신화), 송지효                                                                        | 2008년 2월 24일                                    | 473                    |
| 강인 (슈퍼주니어), 송지효                                                                  | 2008년 3월 23일 ~ 2008년 4월 6일                   | 477~479                |
| 김현중 (SS501), 박정민 (SS501), 송지효                                                     | 2008년 4월 13일 ~ 2008년 4월 20일                  | 480~481                |
| 시원 (슈퍼주니어), 송지효                                                                  | 2008년 4월 27일                                    | 482                    |
| 김동완 (신화), 허이재                                                                      | 2008년 6월 1일                                     | 487                    |
| 전진 (신화), 허이재                                                                        | 2008년 6월 15일                                    | 488                    |
| 은지원 (젝스키스), 이특 (슈퍼주니어)                                                       | 2008년 6월 29일                                    | 490                    |
| 은지원 (젝스키스), 한승연 (카라), 이특 (슈퍼주니어)                                        | 2008년 12월 21일                                   | 513                    |
| 하연주                                                                                     | 2009년 9월 20일                                    | 548                    |
| 김태우 (god), 하연주                                                                       | 2009년 9월 27일                                    | 549                    |
| 하연주, 준호, 우영 (2PM)                                                                   | 2010년 1월 10일                                    | 560                    |
| 이특, 김희철, 신동 (슈퍼주니어)                                                            | 2010년 1월 31일                                    | 563                    |
| 정용화 (씨엔블루), 설리 (f(x))                                                             | 2010년 8월 15일                                    | 585                    |
| 정용화 (씨엔블루), 수지 (미쓰에이), 조권 (2AM)                                             | 2010년 9월 5일                                     | 588                    |
| 정용화 (씨엔블루), 조권 (2AM), 설리 (f(x)), 김희철 (슈퍼주니어), 은지원 (젝스키스), 송지효 | 2010년 12월 12일                                   | 600                    |
| 정용화, 이정신 (씨엔블루), 설리 (f(x))                                                     | 2010년 12월 26일                                   | 602                    |
| 이홍기 (FT아일랜드), 설리 (f(x)), 조권 (2AM)                                               | 2011년 1월 9일 ~ 2011년 1월 16일                   | 603~604                |
| 아이유, 이준 (엠블랙), 수지 (미쓰에이)                                                     | 2012년 3월 4일                                     | 662                    |
| 아이유, 대성 (빅뱅), 승리                                                                  | 2012년 4월 15일                                    | 668                    |
| 아이유, 남우현 (인피니트), 카이 (EXO)                                                      | 2012년 5월 27일                                    | 674                    |
| 이종석, 설리 (f(x)), 남우현 (인피니트)                                                     | 2012년 6월 17일                                    | 677                    |
| 황광희, 이종석, 크리스탈 (f(x))                                                            | 2012년 6월 24일                                    | 678                    |
| 정용화 (씨엔블루), 아이유, 이기광 (비스트)                                                 | 2012년 12월 9일                                    | 700                    |
| 황광희, 민아 (걸스데이), 카이 (EXO)                                                        | 2013년 8월 11일                                    | 732                    |
| 지드래곤 (빅뱅), 승리                                                                      | 2013년 9월 15일                                    | 737                    |
| 백현 (EXO), 민아 (걸스데이), 황광희                                                        | 2013년 10월 6일                                    | 740                    |
| 백현, 첸, 디오 (EXO)                                                                       | 2013년 12월 8일                                    | 749                    |
| 황광희, 이유비, 임시완                                                                     | 2014년 2월 2일                                     | 756                    |
| 황광희, 이유비, 바로                                                                       | 2014년 2월 9일                                     | 757                    |
| 황광희, 이유비, 강민혁 (씨엔블루), 선미                                                    | 2014년 4월 6일                                     | 765                    |
| 황광희, 이유비, 박수아, 진영                                                               | 2014년 4월 13일                                    | 766                    |
| 황광희, 이유비, 서강준, 박민우                                                             | 2014년 5월 25일                                    | 768                    |
| 황광희, 이유비, 닉쿤                                                                       | 2014년 6월 1일                                     | 769                    |
| 황광희, 이유비, 남우현, 엘                                                                 | 2014년 6월 29일                                    | 772                    |
| 황광희, 이유비, 양요섭, 용준형                                                             | 2014년 7월 6일                                     | 773                    |
| 황광희, 이유비, 지민, 설현 (AOA)                                                           | 2014년 7월 27일                                    | 776                    |
| 황광희, 이유비, 남우현, 엘                                                                 | 2014년 8월 3일                                     | 777                    |
| 황광희, 이유비, 바로, 신우                                                                 | 2014년 8월 17일                                    | 779                    |
| 이유비, 이특, 김희철                                                                       | 2014년 9월 14일                                    | 783                    |
| 황광희, 이유비, 송민호, 남태현                                                             | 2014년 9월 21일                                    | 784                    |
| 황광희, 이유비, 닉쿤, 우영                                                                 | 2014년 10월 5일                                    | 785                    |
| 황광희, 이유비, 육성재 (비투비), 이민혁                                                    | 2014년 10월 26일                                   | 788                    |
| 김희철, 송지효, 정용화, 민아, 황광희, 김유정, 홍종현                                       | 2015년 1월 25일                                    | 800                    |
| 홍종현, 김유정, 수호, 백현                                                                 | 2015년 4월 12일                                    | 810                    |
| 홍종현, 김유정, 김희철                                                                     | 2015년 4월 19일                                    | 811                    |
| 홍종현, 김유정, 하니                                                                       | 2015년 4월 26일                                    | 812                    |
| 홍종현, 김유정, 정용화                                                                     | 2015년 5월 3일                                     | 813                    |
| 홍종현, 김유정, 대성                                                                       | 2015년 5월 10일                                    | 814                    |
| 홍종현, 김유정, 온유                                                                       | 2015년 6월 7일                                     | 818                    |
| 김유정, 잭슨, 육성재 (비투비)                                                              | 2015년 7월 5일                                     | 822                    |
| 김유정, 잭슨, 바로                                                                         | 2015년 9월 6일                                     | 831                    |
| 김유정, 육성재 (비투비), RM                                                                | 2015년 12월 6일                                    | 842                    |
| 김유정, 잭슨, 수호, 백현                                                                   | 2015년 12월 20일                                   | 844                    |
| 육성재, 잭슨, 서신애                                                                       | 2016년 1월 17일                                    | 847                    |
| 육성재, 잭슨, 혜리                                                                         | 2016년 1월 24일                                    | 848                    |
| 김유정, 잭슨, 강승윤                                                                       | 2016년 2월 14일                                    | 850                    |
| 김유정, 잭슨, JB                                                                           | 2016년 3월 13일                                    | 854                    |
| 김유정, 잭슨, 진영                                                                         | 2016년 3월 27일                                    | 856                    |
| 육성재, 잭슨, 이수민                                                                       | 2016년 4월 10일                                    | 858                    |
| 육성재, 잭슨, 나연                                                                         | 2016년 4월 17일                                    | 859                    |
| 잭슨, 홍빈, 박시은                                                                         | 2016년 4월 24일                                    | 860                    |
| 잭슨, 진영, 다현                                                                           | 2016년 5월 1일                                     | 861                    |
| 육성재, 이열음                                                                             | 2016년 5월 8일                                     | 862                    |
| RM, 진, Kei, 이미주                                                                        | 2016년 5월 15일                                    | 863                    |
| 육성재, 정다빈                                                                             | 2016년 5월 22일                                    | 864                    |
| 육성재, 이창섭, 유아                                                                       | 2016년 5월 29일                                    | 865                    |
| 기현, 민혁, 나연, 쯔위                                                                     | 2016년 6월 5일                                     | 866                    |
| 수호, 백현, 하니, 정화                                                                     | 2016년 6월 12일                                    | 867                    |
| 제이홉, 뷔, 문별, 휘인                                                                     | 2016년 6월 19일                                    | 868                    |
| 지코, 박경, 김소정, 유주                                                                   | 2016년 6월 26일                                    | 869                    |
| 공승연, 김민석, 지수 (블랙핑크)                                                            | 2016년 9월 4일                                     | 879                    |
| 진영, 지수, 황광희                                                                         | 2017년 2월 12일                                    | 899                    |
| 도영, 지수, 송민호                                                                         | 2017년 4월 23일                                    | 907                    |
| 진영, 지수, 김희철                                                                         | 2017년 4월 30일                                    | 908                    |
| 도영, 지수, 강민혁                                                                         | 2017년 5월 7일                                     | 909                    |
| 도영, 지수, 진영                                                                           | 2017년 5월 14일                                    | 910                    |
| 도영, 지수, 다현                                                                           | 2017년 5월 21일                                    | 911                    |
| 도영, 지수, 호시                                                                           | 2017년 5월 28일                                    | 912                    |
| 도영, 지수, 영재                                                                           | 2017년 6월 4일                                     | 913                    |
| 도영, 지수, 마크                                                                           | 2017년 6월 18일                                    | 915                    |
| 지수, 온유, 민혁                                                                           | 2017년 6월 25일                                    | 916                    |
| 지수, 도영, 로운                                                                           | 2017년 7월 2일                                     | 917                    |
| 지수, 진영, 윤보미                                                                         | 2017년 7월 16일                                    | 919                    |
| 진영, 도영, 강승윤                                                                         | 2017년 8월 6일                                     | 922                    |
| 지수, 제니, 김진우                                                                         | 2017년 8월 20일                                    | 924                    |
| 진영, 도영, 미나                                                                           | 2017년 8월 27일                                    | 925                    |
| 도영, 조이, 최유정                                                                         | 2017년 9월 3일                                     | 926                    |
| 진영, 지수, 뷔                                                                             | 2017년 10월 1일                                    | 929                    |
| 진영, 지수, 육성재, 서은광                                                                 | 2017년 11월 5일                                    | 933                    |
| 지수, 도영, 지코                                                                           | 2017년 11월 12일                                   | 934                    |
| 지수, 도영, 강다니엘, 옹성우                                                               | 2017년 11월 19일                                   | 935                    |
| 도영, 산하, 병찬                                                                           | 2017년 11월 26일                                   | 936                    |
| 도영, 지수, JR                                                                             | 2018년 1월 28일                                    | 943                    |
| 민규, 정채연, 강승윤                                                                       | 2018년 5월 6일                                     | 956                    |
| 송강, 정채연, Key                                                                          | 2018년 6월 3일                                     | 960                    |
| 송강, 정채연, 민호                                                                         | 2018년 7월 8일                                     | 965                    |
| 송강, 정채연, 슬기                                                                         | 2018년 8월 12일                                    | 970                    |
| 송강, 정채연, 김동완                                                                       | 2018년 9월 9일                                     | 973                    |
| 송강, 정채연, 잭슨                                                                         | 2018년 9월 23일                                    | 975                    |
| 송강, 정채연, 깜짝MC(지유, 설아, 효정)                                                     | 2018년 9월 30일                                    | 976                    |
| 송강, 정채연, 뱀뱀                                                                         | 2018년 10월 7일                                    | 977                    |
| 민규, 정채연, 도영                                                                         | 2018년 11월 25일                                   | 981                    |
| 민규, 정채연, 이대휘                                                                       | 2018년 12월 2일                                    | 982                    |
| 민규, 정채연, 잭슨                                                                         | 2018년 12월 9일                                    | 983                    |
| 민규, 정채연, 수호                                                                         | 2018년 12월 16일                                   | 984                    |
| 민규, 정채연, 강승윤                                                                       | 2019년 1월 6일                                     | 985                    |
| 민규 정채연, 호시                                                                          | 2019년 2월 3일                                     | 990                    |
| 민규, 신은수, 이민혁                                                                       | 2019년 2월 24일                                    | 991                    |
| 민규, 신은수, 하성운                                                                       | 2019년 3월 3일                                     | 992                    |
| 신은수, JB, 유겸                                                                           | 2019년 3월 10일                                    | 993                    |
| 민규 (세븐틴), 신은수, 연준 (투모로우바이투게더)                                           | 2019년 3월 17일                                    | 994                    |
| 신은수, 피오 (블락비)                                                                      | 2019년 4월 7일                                     | 997                    |
| 민규 (세븐틴), 신은수, 김종현                                                              | 2019년 5월 12일                                    | 1001                   |
| 민규 (세븐틴), 신은수, 임지민                                                              | 2019년 5월 19일 ~ 2019년 5월 26일                  | 1002~1003              |
| 신은수, 임지민, 박지훈                                                                     | 2019년 8월 18일                                    | 1014                   |
| 이나은, 민혁 & 주헌 (몬스타엑스)                                                           | 2019년 11월 3일                                    | 1022                   |
| 이나은, 수빈 & 연준 (투모로우바이투게더)                                                   | 2019년 12월 8일                                    | 1027                   |
| 이나은, 영훈 (더보이즈), 강민 (베리베리)                                                   | 2020년 2월 23일                                    | 1035                   |
| 이나은, 도영 & 재현 (NCT)                                                                  | 2020년 8월 9일                                     | 1059                   |
| 지훈 (트레저), 성찬 (RIIZE), 전소미                                                        | 2021년 9월 5일                                     | 1107                   |
| 지훈 (트레저), 성찬 (RIIZE), 시은 (스테이씨)                                               | 2021년 9월 12일                                    | 1108                   |
| 지훈 (트레저), 성찬 (RIIZE), 윤 (스테이씨)                                                 | 2021년 9월 19일                                    | 1109                   |
| 지훈 (트레저), 성찬 (RIIZE), 유나 (ITZY)                                                   | 2021년 9월 26일 ~ 2021년 10월 17일                 | 1110~1113              |
| 서범준, 노정의, 선우 (엔하이픈)                                                            | 2022년 7월 10일 ~ 2022년 7월 17일                  | 1145~1146              |
| 서범준, 노정의, 김채원 (르세라핌)                                                          | 2022년 7월 24일 ~ 2022년 7월 31일                  | 1147~1148              |
| 서범준, 노정의, 영훈 (더보이즈)                                                            | 2022년 8월 21일 ~ 2022년 8월 28일                  | 1151~1152              |
| 서범준, 노정의, 키 (샤이니)                                                                | 2022년 9월 3일                                     | 1153                   |
| 서범준, 노정의, 지훈 (트레저)                                                              | 2022년 10월 16일                                   | 1158                   |
| 서범준, 노정의, 아이엔 (스트레이 키즈)                                                     | 2022년 10월 23일                                   | 1159                   |
| 서범준, 노정의, 이기광 (하이라이트)                                                        | 2022년 11월 13일 ~ 2022년 11월 20일                | 1161~1162              |
| 서범준, 다니엘 (뉴진스), 연준 (투모로우바이투게더)                                         | 2023년 1월 29일                                    | 1168                   |
| 서범준, 노정의, 윤 (스테이씨)                                                              | 2023년 2월 26일                                    | 1172                   |
| 노정의, 서범준, 카이 (EXO)                                                                 | 2023년 3월 26일                                    | 1175                   |
| 김지은, 도영 (NCT)                                                                         | 2023년 4월 23일                                    | 1179                   |
| 김지은, 육성재 (비투비)                                                                    | 2023년 5월 14일                                    | 1182                   |
| 김지은, Key (샤이니), 지훈 (트레저)                                                        | 2023년 7월 9일                                     | 1190                   |
| 박지후, 운학 (BOYNEXTDOOR), 지훈 (트레저)                                                  | 2023년 8월 6일                                     | 1194                   |
| 박지후, 운학 (BOYNEXTDOOR), 영훈 (더보이즈)                                                | 2023년 8월 13일                                    | 1195                   |
| BOYNEXTDOOR (운학, 명재현), 윤 (스테이씨)                                                  | 2023년 9월 10일                                    | 1199                   |
| 박지후, 운학 (BOYNEXTDOOR), 성찬 (RIIZE)                                                   | 2023년 9월 17일, 2023년 11월 4일, 2024년 1월 7일   | 1200, 1204, 1210       |
| 박지후, 운학 (BOYNEXTDOOR), 윤호 (에이티즈)                                                | 2023년 10월 8일                                    | in 도쿄 편             |
| 연준 (투모로우바이투게더), 운학 (BOYNEXTDOOR), 안유진 (IVE)                                | 2023년 10월 15일                                   | 1201                   |
| 운학 (BOYNEXTDOOR), 박지후, 김지웅 (제로베이스원)                                          | 2023년 11월 26일                                   | 1207                   |
| 운학 (BOYNEXTDOOR), 박지후, 한유진 (제로베이스원)                                          | 2023년 12월 3일, 2024년 3월 10일                   | 1208, 1218             |
| 박지후, BOYNEXTDOOR (운학, 태산)                                                           | 2024년 1월 21일                                    | 1212                   |
| 운학 (BOYNEXTDOOR), 박지후, 태용 (NCT)                                                     | 2024년 3월 3일                                     | 1217                   |
| BOYNEXTDOOR (성호, 태산, 운학)                                                             | 2024년 4월 21일                                    | 1224                   |
| 한유진 (제로베이스원), 문성현, 김채원 (LE SSERAFIM)                                        | 2024년 6월 16일                                    | 1230회                 |
| 한유진 (제로베이스원), 문성현, 임서원 (유니스)                                             | 2024년 6월 23일                                    | 1231회                 |
| 한유진 (제로베이스원), 문성현, 윤 (스테이씨)                                               | 2024년 6월 30일                                    | 1232회                 |
| 한유진 (제로베이스원), 문성현, 아이린 (레드벨벳)                                           | 2024년 7월 7일                                     | 1233회                 |
| 이서 (아이브), 문성현, 정원 (엔하이픈)                                                     | 2024년 7월 14일                                    | 1234회                 |
| 한유진 (제로베이스원), 문성현, 전소미                                                      | 2024년 8월 11일                                    | 1235회                 |
| 한유진 (제로베이스원), 문성현, 모카 (ILLIT)                                                | 2024년 8월 18일                                    | 1236회                 |
| 한유진 (제로베이스원), 문성현, 규진 (NMIXX)                                                | 2024년 8월 25일                                    | 1237회                 |
| 이서 (아이브), 문성현, 운학 (보이넥스트도어)                                               | 2024년 9월 22일, 2025년 5월 25일                   | 1240회, 1268회         |
| 이서 (아이브), 문성현, 시온 (NCT WISH)                                                     | 2024년 9월 29일, 2025년 1월 26일, 2025년 4월 20일  | 1241회, 1253회, 1264회 |
| 이서 (아이브), 문성현, 큐 (더보이즈)                                                       | 2024년 11월 3일                                    | 1244회                 |
| 이서 (아이브), 문성현, 제노 (NCT DREAM)                                                    | 2024년 11월 24일                                   | 1247회                 |
| 이서 (아이브), 문성현, 신유 (투어스)                                                       | 2024년 12월 1일                                    | 1248회                 |
| 문성현, MEOVV (가원, 나린)                                                                 | 2025년 1월 5일                                     | 1250회                 |
| 문성현, 이서 (IVE), 민희 (CRAVITY)                                                         | 2025년 1월 19일                                    | 1252회                 |
| 한유진 (제로베이스원), 문성현, 하음 (KiiiKiii)                                             | 2025년 4월 6일                                     | 1263회                 |
| 육성재 (비투비), 한유진 (제로베이스원), 설윤 (NMIXX), 카리나 (aespa)                       | 2025년 4월 27일                                    | in 도쿄 편             |
| 문성현, 이서 (IVE), 토모야 (NEXZ)                                                          | 2025년 5월 11일                                    | 1266회                 |
| 문성현, KickFlip (계훈, 민제)                                                              | 2025년 6월 1일                                     | 1269회                 |
| 문성현, 한유진 (제로베이스원), 로라 (베이비몬스터)                                         | 2025년 7월 6일 ~ 2025년 7월 13일                   | 1274회 ~ 1275회        |
| 문성현, 투모로우바이투게더 (연준, 태현)                                                    | 2025년 8월 3일                                     | 1276회                 |

## 방송 시간
| 방송 채널 | 방송 기간                           | 방송 시간                            |
| --------- | ----------------------------------- | ------------------------------------ |
| SBS TV    | 1991년 12월 15일 ~ 1992년 3월 15일  | 매주 일요일 저녁 6시 ~ 7시           |
| SBS TV    | 1992년 3월 24일 ~ 1992년 12월 29일  | 매주 화요일 저녁 7시 5분 ~ 8시       |
| SBS TV    | 1993년 1월 7일 ~ 1993년 4월 22일    | 매주 목요일 저녁 7시 5분 ~ 8시       |
| SBS TV    | 1993년 5월 2일 ~ 1993년 10월 17일   | 매주 일요일 오후 5시 10분 ~ 6시      |
| SBS TV    | 1998년 2월 1일 ~ 1999년 10월 10일   | 매주 일요일 오후 5시 10분 ~ 6시      |
| SBS TV    | 1999년 10월 24일 ~ 2001년 3월 11일  | 매주 일요일 오후 4시 50분 ~ 5시 45분 |
| SBS TV    | 2001년 3월 18일 ~ 2007년 11월 4일   | 매주 일요일 오후 3시 55분 ~ 4시 55분 |
| SBS TV    | 2007년 11월 11일 ~ 2008년 10월 26일 | 매주 일요일 오후 3시 20분 ~ 4시 30분 |
| SBS TV    | 2008년 11월 2일 ~ 2022년 1월 2일    | 매주 일요일 오후 4시 ~ 5시 10분      |
| SBS TV    | 2010년 6월 20일 ~ 2020년 8월 23일   | 매주 일요일 오후 3시 ~ 4시 10분      |
| SBS TV    | 2010년 6월 27일 ~ 2021년 7월 4일    | 매주 일요일 오후 3시 35분 ~ 4시 45분 |
| SBS TV    | 2021년 8월 15일 ~ 2021년 11월 21일  | 매주 일요일 오후 3시 40분 ~ 4시 50분 |
| SBS TV    | 2014년 5월 18일 ~ 2021년 8월 8일    | 매주 일요일 오후 2시 55분 ~ 4시      |
| SBS TV    | 2014년 8월 31일 ~ 2014년 11월 9일   | 매주 일요일 오후 2시 35분 ~ 3시 45분 |
| SBS TV    | 2014년 9월 14일                     | 일요일 오후 2시 ~ 3시 10분           |
| SBS TV    | 2014년 9월 7일 ~ 2021년 6월 20일    | 매주 일요일 오후 2시 10분 ~ 3시 20분 |
| SBS TV    | 2014년 11월 16일 ~ 2015년 4월 12일  | 매주 일요일 낮 1시 10분 ~ 2시 20분   |
| SBS TV    | 2010년 7월 4일 ~ 2016년 9월 25일    | 매주 일요일 오후 3시 25분 ~ 4시 35분 |
| SBS TV    | 2015년 9월 27일                     | 일요일 오후 3시 20분 ~ 4시 20분      |
| SBS TV    | 2016년 10월 2일 ~ 2019년 10월 27일  | 매주 일요일 낮 12시 10분 ~ 1시 20분  |
| SBS TV    | 2010년 6월 13일 ~ 2018년 10월 21일  | 매주 일요일 오후 3시 15분 ~ 4시 40분 |
| SBS TV    | 2023년 6월 18일 ~ 일자 미상         | 매주 일요일 오후 3시 20분 ~ 4시 30분 |
| SBS TV    | 2019년 3월 3일                      | 일요일 오후 3시 45분 ~ 4시 55분      |
| SBS TV    | 2020년 11월 29일                    | 일요일 오후 3시 10분 ~ 4시 20분      |
| SBS TV    | 일자 미상 ~ 현재                    | 일요일 오후 3시 10분 ~ 4시 20분      |
| SBS TV    | 2021년 1월 31일                     | 일요일 오후 2시 25분 ~ 3시 35분      |

## POWER ROOKIE (2008.04. ~ 2010.12.)
- 매달의 신인을 뽑았던 코너이다.

2008년
- 4월 - 피터
- 5월 - 뎁
- 6월 - 나비
- 7월 - H7美人 Project The b
- 8월 - TGUS
- 9월 - 2AM
- 10월 - symmetry
- 11월 - 아이유
- 12월 - XING

2009년
- 1월 - ZY
- 2월 - 악퉁
- 3월 - 메이다니
- 4월 - 점퍼
- 5월 - 이기광
- 6월 - Answer
- 7월 - 술제이
- 8월 - 포미닛
- 9월 - 슈프림팀
- 10월 - 비투와이
- 11월 - 슈아이
- 12월 - 비스트

2010년
- 1월 - 정석
- 2월 - 션엘
- 3월 - 미지
- 6월 - 김여희
- 7월 - 아리
- 8월 - 틴탑
- 9월 - 고은
- 10월 - 보헤미안
- 11월 - 베베 미뇽
- 12월 - 원웨이

## 순위 선정 방식, 수상자
- 1991년 12월 24일 : SBS 인기가요가 첫방송 되면서 순위제가 시작되었으며 매주 1위 후보가 선정되어 1위를 결정했다.
- 1998년 2월 1일 : SBS 인기가요가 부활했으며, 이 당시에는 매주 두 팀의 1위 후보가 선정되어 1위를 결정하는 방식으로 진행되었다. 이 당시는 1곡이 최대 4번 1위를 수상할 수 있었으며, 1999년부터는 1곡이 최대 3번 1위를 수상할 수 있게 됐다.
- 2002년 7월 7일 : 왕중왕 제도가 폐지되었다.
- 2003년 1월 26일 : 순위제가 중단되었다.
- 2003년 2월 9일 ~ 2012년 7월 8일 : 매주 7명의 뮤지션을 선정하는 Take7 제도가 새로 도입되어 매주 시행되었다. 그 중 최고의 인기를 얻은 가수 한 명을 1위가 아닌 뮤티즌송으로 선정하여 발표했으며, 기존 정식 순위제와 마찬가지로 한 곡은 뮤티즌송을 최대 3번 받을 수 있다.
- 2013년 3월 17일 : '인기가요 차트'로 순위제가 부활했으며 매주 3팀의 1위 후보를 사전 점수를 통하여 선정 후 실시간 문자투표와 같이 합산하여 1위를 결정하며, 이 때 기존 순위제와 마찬가지로 3주간 1위를 차지한 곡은 차트에서 제외된다.
- 2016년 10월 9일 : 1위 투표 방법에 ARS 투표방식을 추가하여 1위 집계를 실시했다.
- 2017년 2월 5일 : 1위 선정 방식이 변경되었다. (음원 55% + 음반 5% + SNS 35% + 사전투표 5% + 온에어 (방송 점수) 10% / 실시간 투표는 제외)
- 2017년 2월 26일 : 인기가요 차트 사전투표를 '멜론 아지톡'에서 재시행하게 되었다.
- 2019년 2월 3일 : 1위 선정 방식이 일부 변경되었다. (음원 55% + 음반 10% + SNS 30% + 사전투표 5% + 온에어 (방송 점수) 10% / 실시간 투표는 제외)
- 2021년 1월 24일 : 1위 선정 방식이 일부 변경되었다. (음원 55% + 음반 10% + SNS 30% + 사전투표 5% + 온에어 (방송 점수) 10% + 실시간 투표 5%)

## 시청률
- 시청률 조사회사인 TNmS와 닐슨코리아에 따르면, 해당 프로그램은 매주 일요일 생방송 시청률이 0~1%대로 집계되며 최하위를 기록하고 있다.[3]
- 코로나19 시기의 영향으로 시민들의 일요일 외출이 줄어들면서, 타 음악 프로그램에 비해 상대적으로 시청률이 잘 나오는 듯 보이지만, 이마저도 0~2%대에 머물고 있다. 이로 인해 SBS 내부에서는 한동안 음악 프로그램의 방영을 대폭 축소하고, 그 편성 공백을 예능이나 교양 프로그램으로 채워야 한다는 목소리가 적지 않게 나오고 있다.
- 1990년대에는 청소년층을 중심으로 높은 인기를 누렸으나, 2000년대 초중반 이후 인터넷 음원 사이트의 확산으로 인해 인기가 급격히 하락하였으며, 시청률 역시 한 자릿수로 떨어져 최하위권을 벗어나지 못하고 있다.

## 편성 변경 및 결방
편성 변경이나 결방 사유 중 하나로, 정기 편성된 프로그램임에도 불구하고 명절(설날·추석) 또는 연말(12월 마지막 주)에는 특별 편성이나 재난 등 국가적 변고로 인해 결방되는 경우가 자주 발생한다.
- 1998년
  - 5월 31일: 《1998 드림콘서트》 편성으로 인한 결방.
  - 6월 7일: 1998 프랑스 FIFA 월드컵 특집으로 방송.
  - 6월 14일: 김대중 방미귀국회견 관련 SBS 뉴스특보 편성 관계로 오후 4시에 방송.
  - 8월 2일: 여름방학특집으로 방송.
  - 10월 4일: 추석특집으로 방송.
  - 10월 25일: 《1998 신세대 가요제》 편성으로 인한 결방.
  - 11월 1일: 《1998 사랑의 콘서트》 편성으로 인한 결방.
  - 12월 13일 ~ 12월 20일: 《WINTER FANTASY》 특집으로 방송.
  - 12월 27일: 《1998 SBS 가요대전》 편성으로 인한 결방.

- 1999년
  - 1월 3일: SBS 러브FM 개국 특집으로 방송.
  - 2월 14일: 설날 특집으로 방송.
  - 2월 21일: 《김대중 대통령 국민과의 대화》 편성으로 인한 결방.
  - 5월 16일: 민영TV의 날 특집으로 방송.
  - 5월 23일: 《1999 드림콘서트》 편성으로 인한 결방.
  - 6월 6일: 《기아체험 24시간》 편성으로 인한 결방.
  - 6월 13일: 《SUMMER COUNTDOWN》 특집으로 방송.
  - 6월 27일: 상반기 결산 특집으로 방송.
  - 7월 18일 ~ 7월 25일, 8월 15일: 여름방학 특집으로 방송.
  - 10월 17일: 《디지털 콘서트 99》 편성으로 인한 결방.
  - 11월 14일: 장충체육관 창사특집으로 방송.
  - 11월 28일: 《Oh, Happy Winter》 겨울특집으로 방송.
  - 12월 12일: 《WINTER FANTASY》 겨울특집으로 방송.

- 2000년
  - 1월 16일: 겨울방학 특집으로 방송.
  - 2월 6일: 《New! 밀레니엄 콘서트》 특집으로 방송.
  - 2월 27일: 100회 특집으로 방송.
  - 5월 14일: 민영TV의 날 특집으로 방송.
  - 5월 28일: 《2000 드림콘서트》 편성으로 인한 결방.
  - 7월 2일: 상반기 결산 특집으로 방송.
  - 7월 23일 ~ 8월 20일: 여름방학 특집으로 방송.
  - 9월 17일 ~ 10월 1일: 2000 시드니 하계 올림픽 중계방송으로 인한 결방.
  - 11월 12일: SBS 창사 10주년 특집으로 방송.
  - 12월 24일: 크리스마스특집으로 방송.
  - 12월 31일: 《2000 SBS 가요대전》 편성으로 인한 결방에 따라 《송년특집 지상 최고의 선물》로 대체.

- 2001년
  - 1월 14일: 겨울방학특집으로 방송.
  - 5월 20일: 《2001 드림콘서트》 편성으로 인한 결방.
  - 7월 1일: 상반기 결산 특집으로 방송.
  - 7월 22일 ~ 8월 19일: 여름방학 특집으로 방송.[4]
  - 10월 14일: 2001 환경 콘서트 편성으로 인한 결방.
  - 12월 16일: GTB(현 G1) 강원민방 개국 특집으로 방송.
  - 12월 30일: 《2001 SBS 가요대전》 편성으로 인한 결방에 따라 《송년특집 호기심천국》으로 대체.

- 2002년
  - 1월 6일: 겨울방학 특집으로 방송.
  - 3월 17일: 200회 특집으로 방송.
  - 5월 19일: 원주치악체육관 특집으로 방송.
  - 6월 9일: JIBS 제주방송 개국 기념으로 제주 한라체육관 특집으로 방송.
  - 6월 23일: 부산 BEXCO 특집으로 방송.
  - 6월 30일: 2002년 한일월드컵 특집 '다이나믹 코리아'로 방송.
  - 7월 7일: 구미 박정희체육관 특집으로 방송.
  - 7월 28일: 광주염주종합체육관 특집으로 방송.
  - 8월 25일: KBS 울산홀 특집으로 방송.
  - 9월 1일: 대전 충무체육관 특집으로 방송.
  - 9월 15일: 군산 월명실내체육관 특집으로 방송.
  - 9월 22일: 추석특집 편성으로 인한 결방.
  - 10월 27일: SBS 스포츠 2002 프로야구 중계방송으로 인한 결방.
  - 12월 29일: 《2002 SBS 가요대전》 편성으로 인한 결방.

- 2003년
  - 2월 2일: 설특집 편성으로 인한 결방.
  - 2월 23일: 대구 중앙로역 화재 사건의 여파로 인한 결방.
  - 4월 20일: 장애인의 날 특집으로 방송.
  - 5월 18일: 《2003 F 콘서트》 편성으로 인한 결방.
  - 6월 8일: JIBS 개국 1주년 특집 제주 한라체육관 특집으로 방송.
  - 6월 22일: 창원실내체육관특집으로 방송.
  - 5월 25일: 하이 서울 페스티벌 편성으로 인한 결방.
  - 7월 13일: 피스컵 대축제 특집으로 방송.
  - 7월 27일: 정전50주년 평화콘서트 편성으로 인한 결방.
  - 8월 3일: 2003 대구 하계 유니버시아드 대회 특집으로 방송.
  - 8월 24일: 청주실내체육관특집으로 방송.
  - 8월 31일: KBS 울산홀 특집으로 방송.
  - 9월 21일: JTV 창사 6주년 기념 전주 실내 체육관 특집으로 방송.
  - 11월 9일: 광주염주종합체육관 특집으로 방송.
  - 11월 16일: 《사랑 나눔 콘서트》 편성으로 인한 결방.
  - 12월 14일: 춘천 호반체육관 특집으로 방송.

- 2004년
  - 3월 7일: SBS 신사옥 오픈 특집으로 방송.
  - 4월 18일: 민영TV의 날 특집으로 방송.
  - 5월 9일: 서울광장 특집으로 방송.
  - 6월 6일: 《기아체험 24시간》 편성으로 인한 결방.
  - 6월 13일: 《2004 F 콘서트》 편성으로 인한 결방.
  - 10월 24일: 특집 편성으로 인한 결방.
  - 11월 14일: 《사랑 나눔 콘서트》 편성으로 인한 결방.

- 2005년
  - 1월 2일: 2004 SBS 연기대상 재방송으로 인한 결방.
  - 5월 8일: 어버이날 특집 편성으로 인한 결방
  - 5월 22일: 결혼식 편성으로 인한 결방.
  - 7월 10일: 《2005 i콘서트》 편성으로 인한 결방.
  - 9월 18일: 추석 특집 편성으로 인한 결방.
  - 10월 2일 : 태풍 룽왕 관련 SBS 뉴스특보 편성으로 인한 결방.
  - 10월 30일: 방송 변경으로 인한 결방.
  - 11월 13일: 《사랑 나눔 콘서트》 편성으로 인한 결방.
  - 12월 4일: SBS DMB 개국 특집으로 방송.
  - 12월 25일: 크리스마스 특집 《뮤직 인 크리스마스》으로 방송.

- 2006년
  - 1월 1일: 2005 SBS 연기대상 재방송으로 인한 결방.
  - 1월 29일: 설 특집 편성으로 인한 결방.
  - 3월 26일: K리그 축구 《포항 스틸러스 VS 전남 드래곤즈》 중계방송으로 인한 결방.
  - 5월 28일: 《2006 i콘서트》으로 편성.
  - 6월 9일: 2006 독일 FIFA 월드컵 중계방송으로 인한 결방.
  - 7월 2일: 400회 특집으로 방송.
  - 10월 8일: 추석 특집 편성으로 인한 결방.
  - 10월 22일: 골프 중계방송으로 인한 결방.
  - 10월 29일: 제주특별자치도 출범기념음악회 편성으로 인한 결방.
  - 11월 12일: 《사랑 나눔 콘서트》 편성으로 인한 결방.
  - 12월 29일: 《2006 SBS 가요대전》 편성으로 인한 결방.

- 2007년
  - 2월 18일: 설 특집 편성으로 인한 결방.
  - 3월 25일: 수원컵 국제 청소년 축구대회 《대한민국 VS 폴란드》 중계방송으로 인한 결방.
  - 4월 15일: 《슈퍼 바이킹》 마지막회 방송으로 인한 결방.
  - 6월 10일: 《2007 드림콘서트》 편성으로 인한 결방.
  - 9월 23일: 추석 특집 편성으로 인한 결방.
  - 10월 14일: SBS 드라마 로비스트 1~4회 연속 재방송으로 인한 결방.
  - 10월 28일: SBS 코리안투어 골프 중계방송으로 인한 결방.
  - 11월 4일: 《사랑 나눔 콘서트》 편성으로 인한 결방.
  - 11월 11일: 예정보다 1시간 늦게 방송.
  - 12월 23일: 크리스마스 특집으로 방송.
  - 12월 30일: 《2007 SBS 가요대전》 편성으로 인한 결방.

- 2008년
  - 2월 10일: 설 특집으로 방송.
  - 4월 6일: 스페이스 코리아 특집으로 방송.
  - 6월 8일: 《2008 드림콘서트》 편성으로 인한 결방.
  - 6월 15일: SBS 코리안투어 필로스오픈 중계방송으로 인한 결방.
  - 6월 29일: 상반기 결산 특집으로 방송.
  - 8월 10일: 2008 베이징 하계 올림픽 중계방송으로 인한 결방에 따라 오후 3시 30분에 방송.
  - 9월 7일: 500회 특집으로 인한 결방.
  - 9월 14일: 추석 특집으로 방송.
  - 11월 9일: 《사랑 나눔 콘서트》 편성으로 인한 결방.
  - 11월 16일: 수능 특집으로 인한 결방.
  - 12월 28일: 《2008 SBS 가요대전》 편성으로 인한 결방에 따라 순간포착 세상에 이런 일이 재방송으로 대체.

- 2009년
  - 1월 25일: 설 특집 편성으로 인한 결방.
  - 2월 8일: 새봄 맞이 특집으로 방송.
  - 5월 24일: 노무현 전(前) 대통령 서거로 인한 결방.
  - 8월 2일 ~ 8월 16일: 여름방학 특집으로 방송.
  - 8월 23일: 김대중 전(前) 대통령 서거로 인한 결방.
  - 10월 4일: 추석 특집 편성으로 인한 결방.
  - 10월 11일: 《2009 드림콘서트》 편성으로 인한 결방.
  - 11월 22일: 《사랑 나눔 콘서트》 편성으로 인한 결방.
  - 12월 20일: 크리스마스 특집으로 방송.
  - 12월 27일: 《2009 SBS 가요대전》 편성으로 인한 결방.

- 2010년
  - 1월 3일: 신년특집으로 방송.
  - 1월 31일: 2010 밴쿠버 동계 올림픽 선전기원 특집으로 방송.
  - 2월 14일: 설날 특집으로 방송.
  - 3월 28일 ~ 4월 4일, 4월 18일 ~ 4월 25일: 천안함 침몰 사건 여파로 인한 결방.
  - 5월 23일: 2010 남아공 월드컵 선전기원 특집으로 방송.
  - 5월 30일: 《2010 드림콘서트》 편성으로 인한 결방.
  - 6월 6일: 《2010 남아공 월드컵 특집다큐 - 붉은악마 다시 심장이 뛴다》 편성으로 인한 결방.
  - 6월 13일 ~ 6월 20일: 2010 남아공 월드컵 특집으로 방송.
  - 7월 18일 ~ 8월 1일: 여름방학 특집으로 방송.
  - 9월 19일: 《추석특집 한류 드림콘서트》 편성으로 인한 결방.
  - 10월 10일: SBS 스포츠 2010 마구마구 프로야구 플레이오프 3차전 《두산 베어스 VS 삼성 라이온즈》 중계방송으로 인한 결방.
  - 10월 31일: 할로윈데이 특집으로 방송.
  - 11월 14일: 창사 20주년 특집 《2010 사랑 나눔 콘서트》 편성으로 인한 결방.
  - 12월 12일: 600회 특집으로 방송.

- 2011년
  - 1월 2일: 《Seoul 도쿄 뮤직페스티벌》 편성으로 인한 결방.
  - 2월 6일: 설날 특집으로 방송.
  - 2월 13일: 발렌타인 데이 특집으로 방송.
  - 7월 17일 ~ 7월 24일: 여름방학 특집으로 방송.
  - 9월 11일: 2011 추석 특집으로 방송.
  - 10월 2일: 지구살리기 그린콘서트 특집으로 방송.
  - 11월 6일: 2011 K-POP 슈퍼콘서트 특집으로 방송.

- 2012년
  - 1월 1일: 신년 특집으로 방송.
  - 1월 22일: 《2018 평창 동계 올림픽 성공 기원 콘서트》 편성으로 인한 결방.
  - 7월 29일 ~ 8월 12일: 《2012 런던 하계 올림픽》 특집으로 방송.
  - 9월 30일: 추석 특집으로 방송.
  - 10월 28일: SBS 스포츠 2012 팔도 프로야구 한국시리즈 4차전 《삼성 라이온즈 VS SK 와이번스》 중계방송으로 인한 결방
  - 11월 11일: 《사랑 나눔 콘서트》 편성으로 인한 결방.
  - 11월 25일: 외국인 관광객 천만 명 돌파 기념 특집으로 방송.
  - 12월 9일: 700회 특집으로 방송.
  - 12월 30일: 《2012 SBS 가요대전》 재방송으로 인한 결방.

- 2013년
  - 5월 12일: 2013 충주세계조정선수권대회 D-100 기념으로 방송.
  - 7월 7일: 아시아나항공 214편 추락 사고 관련 SBS 뉴스특보 편성으로 인한 결방.
  - 12월 29일: 《2013 SBS 가요대전》 편성으로 인한 결방에 따라 SBS 드라마 별에서 온 그대 재방송으로 대체.

- 2014년
  - 4월 20일 ~ 5월 11일: 세월호 침몰 사고의 여파로 인한 결방.
  - 6월 15일: 《2014 드림콘서트》 편성으로 인한 결방.
  - 9월 28일: 2014 인천 아시안 게임 중계방송으로 인한 결방.
  - 12월 21일: 《2014 SBS 가요대전》 편성으로 인한 결방.

- 2015년
  - 1월 25일: 800회 특집으로 방송.
  - 2월 22일: 설 특집 《아빠를 부탁해》 재방송으로 인한 결방.
  - 10월 11일: 2015 프레지던츠컵 중계방송으로 인한 결방.
  - 10월 18일: SBS 스포츠 2015년 KBO 리그 플레이오프 중계방송으로 인한 결방에 따라 낮 12시 40분 방송.
  - 11월 22일: 김영삼 전 대통령 서거로 인한 결방.
  - 12월 27일: 《2015 SBS 가요대전》 편성으로 인한 결방.

- 2016년
  - 2월 7일: 설 연휴로 인한 결방에 따라 《정글의 법칙》 재방송으로 대체.
  - 9월 18일: 추석 연휴로 인한 결방에 따라 추석 특집 《부르는 스타》 재방송으로 대체.
  - 10월 30일: 《부산원아시아페스티벌》 특집으로 방송.
  - 12월 25일: 《2016 SBS 가요대전》 편성으로 인한 결방에 따라 씬스틸러 스페셜 방송으로 대체.

- 2017년
  - 1월 29일: 설 연휴로 인한 결방에 따라 《SBS 수목드라마 사임당, 빛의 일기》 재방송으로 대체.
  - 2월 19일: 900회 특집으로 방송.
  - 3월 19일: "복싱 세계 미들급 챔피언전 골로프킨 VS 제이콥스" 중계방송으로 인한 결방.
  - 4월 16일: 세월호 참사 3주년 특집 그것이 알고싶다 재방송으로 인한 결방.
  - 9월 17일: "WBA, WBC, IBF 미들급 통합 챔피언쉽 골로프킨 VS 알바레스" 중계방송으로 인한 결방.
  - 10월 1일: 《2017 슈퍼콘서트 in 대전》 편성으로 인한 결방.
  - 10월 22일: "PGA투어 THE CJ컵 @ 나인 브릿지" 편성으로 인한 결방.
  - 12월 24일: 《2017 SBS 가요대전》 편성으로 인한 결방에 따라 불타는 청춘 재방송으로 대체.
  - 12월 31일: 《2017 SBS 가요대전》 재방송으로 인한 결방.

- 2018년
  - 2월 11일: 2018 평창 동계 올림픽 중계방송으로 인한 결방.
  - 8월 19일: 2018 자카르타-팔렘방 아시안 게임 중계방송으로 인한 결방.
  - 10월 21일: 《UHD SBS 인기가요》 특집으로 방송
  - 10월 28일: SBS 스포츠 2018년 KBO 리그 플레이오프 2차전 《넥센 히어로즈 VS SK 와이번스》 중계방송으로 인한 결방에 따라 낮 12시 10분에 방송.
  - 11월 4일: SBS 스포츠 2018년 한국시리즈 1차전 《SK 와이번스 VS 두산 베어스》 중계방송으로 인한 결방.
  - 11월 18일: 2018 SBS 슈퍼콘서트 in 수원 재방송으로 인한 결방
  - 12월 23일: 《2018 SBS 가요대전》 편성으로 인한 결방.
  - 12월 30일: 《2018 SBS 가요대전》 재방송으로 인한 결방.

- 2019년
  - 2월 10일: isu 4대륙 피겨 세계남자 피겨선수권 중계방송으로 인한 결방.
  - 6월 30일: 한북미 정상회담 관련 SBS 뉴스특보 편성으로 인한 결방.
  - 10월 13일: 2019 SBS 슈퍼콘서트 in 인천 재방송으로 인한 결방.
  - 10월 27일: SBS 스포츠 2019년 한국시리즈 5차전 《두산 베어스 VS 키움 히어로즈》 중계방송으로 인한 결방에 따라 정글의 법칙 재방송으로 대체.
  - 12월 22일: 《2019 SBS 가요대전》 편성으로 인한 결방에 따라《SBS 금토드라마 스토브리그》 재방송으로 대체.
  - 12월 29일: 《2019 SBS 연예대상》 재방송으로 인한 결방.

- 2020년
  - 1월 26일: 설 연휴로 인한 결방에 따라 《SBS 월화드라마 낭만닥터 김사부 2》 재방송으로 대체.
  - 10월 4일: 추석특집 《홈스타워즈》 재방송으로 인한 결방.
  - 11월 1일: 《펜트하우스》 편성으로 인한 결방.
  - 12월 20일: 《어쩌다 마주친 그 개》 재방송으로 인한 결방.
  - 12월 27일: 《2020 SBS 가요대전》 편성으로 인한 결방.

- 2021년
  - 1월 3일: 《백종원의 골목식당》 재방송으로 인한 결방.
  - 1월 31일: 《제 30회 하이원 서울가요대상》 편성으로 인한 결방에 따라 오후 2시 30분에 방송.
  - 2월 14일: 《펜트하우스2 히든룸 - 은밀한 이야기》 재방송으로 인한 결방.
  - 6월 20일: 골프 중계방송으로 인한 결방에 따라 오후 2시 15분에 방송.
  - 7월 25일 ~ 8월 1일: 2020 도쿄 하계 올림픽 중계방송으로 인한 결방.
  - 11월 7일: 2021 SBS 슈퍼콘서트 in 대구 재방송으로 인한 결방.
  - 12월 19일 ~ 12월 26일: 대한민국 아이디어리그 편성으로 인한 결방.

- 2022년
  - 1월 2일: 대한민국 아이디어리그 편성으로 인한 결방.
  - 2월 6일: 신발 벗고 돌싱포맨 재방송으로 인한 결방.
  - 2월 13일: 2022 베이징 동계 올림픽 중계방송으로 인한 결방.
  - 9월 11일: 추석특선영화 미션 파서블 편성으로 인한 결방.
  - 10월 30일: 이태원 압사 참사의 여파로 인한 결방.
  - 12월 18일: 《2022 SBS 연예대상》 재방송으로 인한 결방.
  - 12월 25일: 《순정파이터》 재방송으로 인한 결방.

- 2023년
  - 1월 1일: SBS 금토 드라마 《소방서 옆 경찰서》 재방송으로 인한 결방.
  - 1월 22일: 설 연휴로 인해 SBS 금토 드라마 《법쩐》 재방송으로 인한 결방.
  - 3월 12일: 2023 ISU 쇼트트랙 선수권 남녀 1000m 결승 혼성 계주 준결승 중계방송으로 인한 결방.
  - 9월 24일 ~ 10월 1일: 2022 항저우 아시안 게임 중계방송으로 인한 결방.
  - 10월 8일: 인기가요 in TOKYO 특집으로 방송.
  - 12월 17일: 《2023-2024 ISU 쇼트트랙 월드컵》 편성으로 인한 결방.
  - 12월 24일: 《2023 SBS 가요대전》 편성으로 인한 결방.
  - 12월 31일: 연말 시상식 재방송으로 인한 결방.

- 2024년
  - 2월 11일: 설특집 2009 명곡 챔피언십 편성으로 인한 결방.
  - 6월 2일 ~ 6월 9일: K-WAVE 콘서트 인기가요 편성으로 인한 결방.
  - 7월 21일: 2024 SBS 여름 가요대전 편성으로 인한 결방.
  - 7월 28일 ~ 8월 4일: 2024 파리 하계 올림픽 중계방송으로 인한 결방.
  - 9월 15일: 추석 연휴로 인해 손대면 핫플! 동네멋집 2 편성으로 인한 결방.
  - 10월 13일: 인기가요 in 도쿄 편 녹화로 인한 결방.
  - 10월 20일: 인기가요 in 도쿄 편 녹화 실황 편성으로 인한 결방.
  - 12월 8일: 윤석열 대통령 비상계엄 관련 SBS 뉴스특보 편성으로 인한 결방.
  - 12월 22일: 2024 SBS 겨울 가요대전 준비로 인한 결방.
  - 12월 29일: 연말 시상식 준비로 인한 결방.

- 2025년
  - 4월 13일: 인기가요 in 도쿄 편 녹화로 인한 결방.
  - 4월 27일: 인기가요 in 도쿄 편 녹화 실황 편성으로 인한 결방.
  - 7월 20일: 2025 SBS 여름 가요대전 준비로 인한 결방.
  - 7월 27일: 2025 SBS 여름 가요대전 편성으로 인한 결방.

## 수상 경력
- 2023년 SBS 연예대상 여자 신인상 (김지은)

## 기타
- SBS 등촌동 사옥 공개홀 매점에서 판매하는 샌드위치가 ‘인기가요 샌드위치’라는 이름으로 알려져 있다. 2007년[5]부터 판매되기 시작한 이 샌드위치에는 양배추 샐러드, 감자 달걀 샐러드, 딸기잼 등의 재료가 들어가며, 오직 인기가요 출연자와 방송 관계자만 구입할 수 있다.[6] 이것과 비슷한 이름과 재료로 구성된 상품이 2018년 8월 30일부터 GS25에서, 또 9월 4일부터 세븐일레븐에서 판매되거나 판매될 예정인데, 이에 대해 SBS 측은 상품 출시에 대하여 협의가 없었다고 입장을 밝혔다.[7]
- 1997년부터 2001년까지 가운데에 노래 가사가 들어간 자막을 삽입해왔으며, 2002년 2월부터 HD 시대를 맞으면서 왼쪽으로 한줄 가사 자막을 고정해서 사용하고 있다. 오는 2024년에 가사가 들어간 자막의 대괄호 안에 들어있는 가수 이름이 적용된다.[8]
- 온라인 탑골공원을 통해 유튜브 채널에서 본 프로그램의 옛날 영상 라이브를 볼 수 있다.
- 국내 방송사 중에, 아시아와 태평양, 유럽, 아메리카 등 전 세계 20여개 국에서 성공적으로 먼저 개최하여, KBS가 야심적으로 추진하고 있는 '뮤직뱅크 월드투어'와는 달리, 2023년부터 'SBS 인기가요 - 글로벌 투어' 프로젝트를 뒤늦게 구상한 것은, 코로나 19 팬데믹(대유행)과 이태원 참사 등 여러 가지 악재가 겹친 이후, 그 동안 꽁꽁 묶여있던 K-POP 문화 관광의 재건을 도모하기 위해서, 국내 K-POP 가수들을 직접 보고 싶어 하는 글로벌 팬들의 지속적인 요청에 따라 우리 문화의 우수성과 파급력을 전 세계에 널리 알림과 동시에 진정한 의미의 K-POP 문화 관광 활성화에 가장 적잖은 작용을 했기 때문에, 대중 가요계의 K-POP 세계화를 추구하는 상징적인 이벤트로, 전 세계 글로벌 팬들이 함께 즐기는 음악이 되는 건 물론 K-POP 문화 관광 활성화의 기폭제 역할을 수행한 것으로 분석되고 있다.

## 타이틀 변천사
| 기수 | 프로그램 타이틀   |
| ---- | ----------------- |
| 1기  | SBS 인기가요      |
| 2기  | 쇼! 서울 서울     |
| 3기  | 스타 서울 스타    |
| 4기  | 생방송 TV 가요 20 |
| 5기  | SBS 인기가요      |

## 경쟁 프로그램
- 뮤직뱅크 (KBS 2TV)
- 쇼! 음악중심 (MBC TV)
- 쇼 챔피언 (MBC M)
- 더쇼 (SBS M)
- 엠카운트다운 (Mnet)